# Simple Plan
Simple Plan és un grup de música pop punk nascut a Montreal (Quebec, Canadà), formada l'any 1999, tot i que la seva formació completa fou el 2000 per Pierre Bouvier (veu principal), David Desrosiers (baix i veus), Sébastien lefebvre (guitarra i veus), Jeff Stinco (guitarra) i Chuck Comeau (bateria).

## Banda
La banda està composta per:
- Pierre Bouvier: veu
- Chuck Comeau: bateria
- David Desrosiers: baix, segones veus
- Sebastien Lefebvre: guitarra, segones veus
- Jeff Stinco: guitarra elèctrica

## Història del grup
En un principi, dos membres d'aquest grup, Pierre Bouvier (baix i cantant) i Chuck Comeau (bateria), van formar als 13 anys el grup de punk Reset. Va tenir un èxit relatiu tocant al costat de bandes com MxPx, Ten Foot Pole, i Face to Face. El primer a abandonar Reset va ser Chuck per dedicar més temps als estudis. Pierre va intentar seguir amb Reset, però el grup entrà en declivi.
Al cap de poc temps, però, Chuck decideix muntar un altre grup amb els amics de classe, Sébastien Lefebvre i Jeff Stinco. El grup es deia: Simple Plan. Però els faltava un cantant.
Mentre, Pierre deixa Reset i és reemplaçat ràpidament per David Desrosiers, un amic del grup.
En un concert de Sugar Ray a Montreal, es troben Pierre i Chuck i aquest li parla del seu nou grup i de la manca d'un cantant i d'un baix. Pierre hi està d'acord i ho prova. Però de seguida veu que no pot actuar bé i decideixen ampliar el grup a cinc amb un baix. Contacten amb David, que s'incorpora, i es desfà definitivament Reset.
Aquí comença oficialment a rodar la vida de Simple Plan. Tot seguit comencen a enregistrar una sèrie de demos i participen l'any 2001 a diversos festivals d'envergadura com el Vans Warped Tour 2001, l'Edge Fest II i el Snow Jam a Toronto.
De seguida tenen el suport de Choi FM, una ràdio de la regió del Quebec que fou la primera que va confiar en ells.
A finals del 2001 signen un contracte amb Lava Records (un segell subsidiari de Warner) per gravar el primer àlbum: No Pads, No Helmets…Just Balls que apareix en el mercat el març del 2002. En el disc van participar-hi: Joel Madden de Good Charlotte i Mark Hoppus de blink-182. Prèviament el grup tenia ja una bona primera targeta de visita amb el seu primer extracte "I'm just a Kid" per a la pel·lícula The new guy.
L'èxit és pràcticament instantani i Sugar Ray els demana ser els seus taloners en els seus concerts als Estats Units. El grup comença a ser cada vegada més popular sobretot amb la sortida del seu segon àlbum l'octubre del 2004 Still not getting any..., amb la producció de Bob Rock, el mateix que ha treballat per a grups com Metallica i Aerosmith entre d'altres.
Les seves cançons es troben cada vegada més en films i un any més tard el seu segon disc en directe: MTV Hard Rock Live, amb una versió acústica de Crazy.
El 7 de febrer del 2006 actuaren a Barcelona, capital de Catalunya, al Palau Olímpic Vall d'Hebron. Tenint d'artista convidat uns grans seguidors seus NoWayOut.
El novembre de 2007, llençaren al mercat el seu nou single titulat When I'm gone, i a principis del 2008 van llençar el seu nou àlbum, titulat Simple Plan. En l'últim treball, la banda no toca tant el punk, sinó el rock i el power pop, tot i això, encara mantenen elements característics seus com les guitarres i les cançons enganxants. Actualment, ja han venut més de 7 milions de còpies del seu últim disc i estan fent una gira mundial per promocionar-lo, amb els videoclips de When I'm Gone i Your love is a lie.
El tercer single del mateix àlbum, la banda canta Save you, que dedica a les víctimes del càncer. Està inspirada en la malaltia que va patir el germà de Pierre Bouvier.
El 31 de març la banda va llençar a la seva web oficial la cançó "Can't keep my hands of you" i no va ser fins al 20 d'abril quan es va llençar el videoclip de la cançó. Posteriorment, el 25 d'abril es llençà la que és l'actual single anomenat "Jet Lag" amb la col·laboració de Natasha Bendingfield, i la mateixa cançó amb la francocanadenca Marie-Mai. Finalment l'album va entrar en mercat el 21 de juny del mateix any.

## Discografia

### Get Your Heart On! (2011)
1. You Suck At Love
2. Can't Keep My Hands Off You (amb Rivers Cuomo)
3. Jet Lag (amb Natasha Bedingfield)
4. Astronaut
5. Loser Of the Year
6. Anywhere Else But Here
7. Freaking Me Out (amb Alex Gaskarth de la banda All Time Low)
8. Summer Paradise
9. Gone Too Soon
10. Last One Standing
11. This Song Saved My Life

### Simple Plan (2008)
1. When I'm gone
2. Take My Hand
3. The End
4. Love Is A Lie
5. Save You
6. Generation
7. Time To Say Goodbye
8. I Can Wait Forever
9. Holding On
10. No Love
11. What If

### MTV Hard Rock Live (2005)
1. Shut Up!
2. Jump
3. The Worst Day Ever
4. Addicted
5. Me Against The World
6. Crazy
7. God Must Hate Me
8. Thank You
9. Welcome To My Life
10. I'm Just a Kid
11. I'd Do Anything
12. Untitled
13. Perfect
14. Crazy (Versió acústica)
15. Welcome to my Life (Versió acústica) (Només en pack CD i DVD)
16. Perfect (Versió acústica) (Només en pack CD i DVD)

### Still not getting any (2004)
1. Shut up!
2. Welcome to my life
3. Perfect world
4. Thank you
5. Me against the world
6. Crazy
7. Jump
8. Everytime
9. Promise
10. One
11. Untitled (how could this happens to me)

### Live In Japan EP (2002)
1. You Don't Mean Anything
2. The Worst Day Ever
3. Grow Up
4. American Jesus (Bad Religion Cover)
5. I'm Just a Kid
6. Addicted
7. Vacation
8. Surrender

### No pads, no helmets…just balls (2002)
1. I'd do anything
2. The worst day ever
3. You don't mean anything
4. I'm just a kid
5. When I'm with you
6. Meet you there
7. Addicted
8. My alien
9. God must hate me
10. I won't be there
11. One day
12. Perfect
13. Grow up

### DVD
- A Big Package for You (DVD) (1999–2003)
- MTV Hard Rock Live SIMPLE PLAN (2005) (DVD)

### Videografia
- 2002: I'm Just a Kid (Dirigit per Smith N' Borin)
- 2002: I'd Do Anything (Dirigit per Smith N' Borin)
- 2003: Addicted (Dirigit per Smith N' Borin)
- 2003: Perfect (Dirigit per Liz Friedlander)
- 2004: Don't Wanna Think About You (Dirigit per Smith N' Borin)
- 2004: Welcome To My Life (Dirigit per Philip Atwell)
- 2005: Shut Up! (Dirigit per Eric White y Simple Plan)
- 2005: Untitled (Dirigit per Marc Klasfeld y Simple Plan)
- 2005: Crazy (Dirigit per Marc Klasfeld
- 2006: Perfect World (recopilació de concerts realitzada per Patrick Langois [el Webmaster del grup])
- 2007: When I'm Gone col·laboració de Perez Hilton (Frank Borin i Simple Plan)
- 2008: Your love is a lie (Wayne Isham)
- 2008: Save You